# Platysmurus leucopterus
La gazza nera malese (Platysmurus leucopterus (Temminck, 1824)) è un uccello passeriforme della famiglia Corvidae, nell'ambito della quale rappresenta l'unica specie ascritta al genere Platysmurus Reichenbach, 1850.

## Etimologia
Il nome scientifico del genere, Platysmurus, deriva dall'unione delle parole greche πλατυσμα (platysma/platusma, "lama appiattita") e οὐρά (ourá, "coda"), col significato di "dalla coda lunga e piatta": il nome della specie, leucopterus, deriva anch'esso dal greco e rappresenta l'unione delle parole  λευκος (leukos, "bianco") e πτερον (pteron, "ala"), col significato di "dalle ali bianche".

## Descrizione

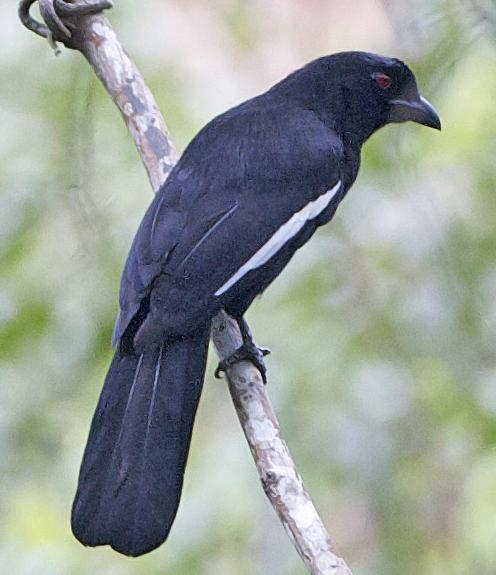
Esemplare nel Johor.

### Dimensioni
Misura 39-41 cm di lunghezza, per 178-182 g di peso.

### Aspetto
Si tratta di uccelli dall'aspetto robusto, muniti di grossa testa arrotondata con becco conico corto, forte e dalla punta lievemente uncinata, ali appuntite e digitate, coda lunga e dall'estremità appiattita e forti zampe: nel complesso, questi uccelli ricordano vagamente dei dronghi o una sorta di via di mezzo fra un corvo e un trogone.
Il piumaggio è di colore nero corvino su tutto il corpo, sericeo ad eccezione delle remiganti e della coda (che sono più opache), con presenza di riflessi metallici bluastri nell'area dorsale e violacei ai lati del collo: sulle copritrici della sottospecie nominale è inoltre presente un evidente specchio alare di colore bianco candido.
Il becco e le zampe sono nerastri, mentre gli occhi sono di colore rosso scuro.

## Biologia
Si tratta di uccelli dalle abitudini di vita essenzialmente diurne, che passano la maggior parte della giornata alla ricerca di cibo fra i rami degli alberi, muovendosi da soli o in coppie.
La gazza nera malese è un uccello molto vocale e chiassoso, che emette una vasta gamma di richiami che vanno da versi aspri simili a una risata roca a fischi liquidi e musicali seguiti da richiami ripetuti simili a quelli della faraona: molto verosimilmente è presente una certa variazione territoriale nei richiami, ma tale aspetto non è ancora stato studiato appieno (fatta eccezione per le popolazioni del Borneo).

### Alimentazione
La gazza nera malese è un uccello onnivoro, che si nutre soprattutto di insetti (coleotteri, bruchi) ed altri invertebrati, nonché di bacche, piccoli frutti ed occasionalmente anche di piccoli vertebrati, come rane, gechi e lucertole.

### Riproduzione
La stagione degli amori pare essere piuttosto prolungata (dicembre-luglio, con un nido osservato in settembre), ed è possibile che questi uccelli possano in realtà riprodursi durante tutto l'arco dell'anno: si tratta di animali monogami, nei quali la femmina e il maschio collaborano nella costruzione del nido (una struttura a coppa appiattita di rametti e fibre vegetali, costruita alla biforcazione di un ramo d'albero), nella cova delle 2-3 uova (con la femmina che cova e il maschio che la imbecca e fa la guardia ai dintorni) ed al lungo periodo di allevamento della prole, fino all'indipendenza.

## Distribuzione e habitat

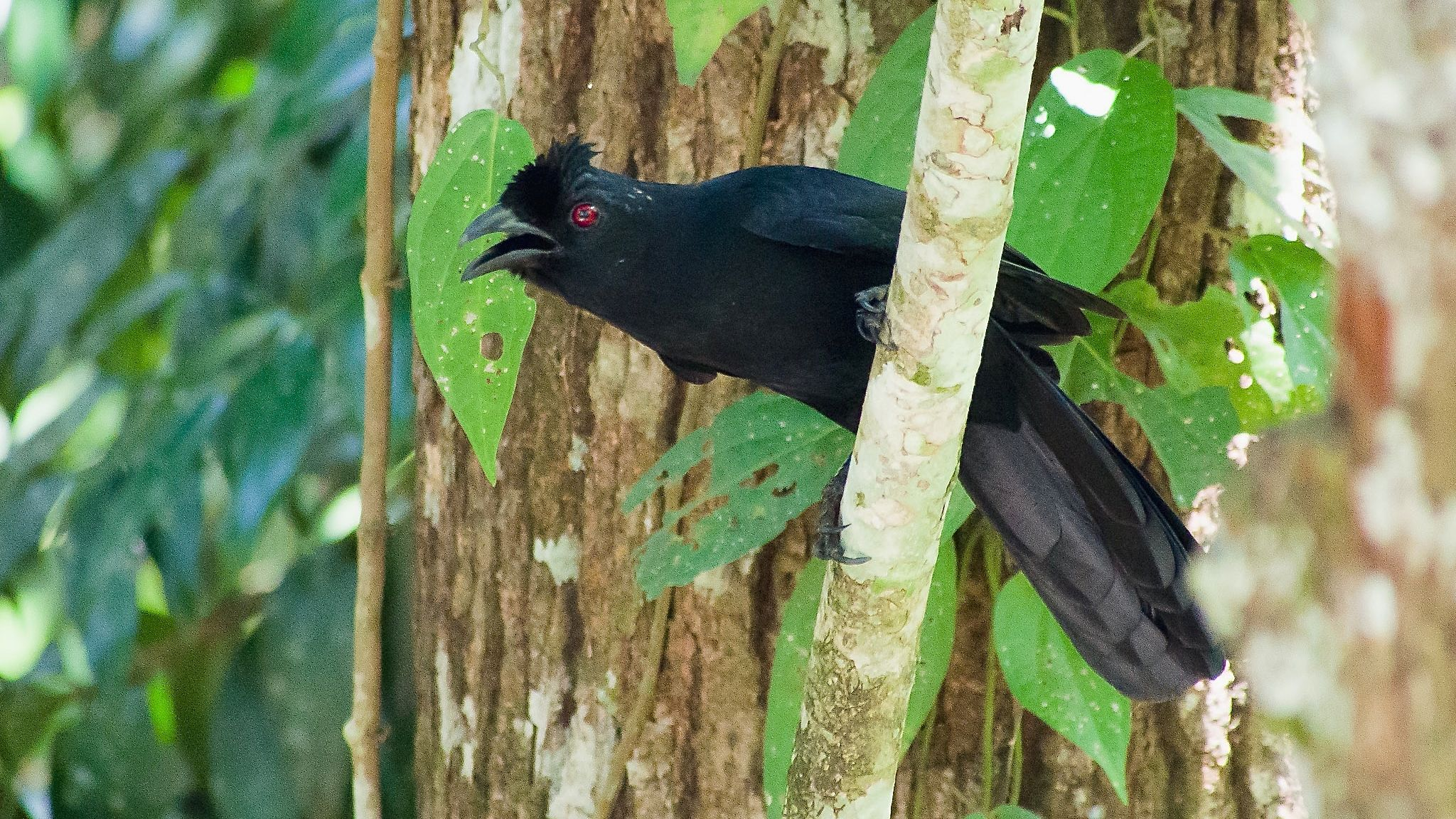
Esemplare canta in Borneo.

La specie è diffusa nel Sud-est asiatico, occupando un areale che comprende la penisola di Malacca (Tenasserim, Thailandia meridionale, Malaysia peninsulare, mancando però dalla porzione montuosa centrale) e le Grandi Isole della Sonda occidentali (Sumatra, ad eccezione dei monti Barisan, e Borneo, anche qui mancando dalle aree montuose centro-settentrionali), oltre che alcune delle isole minori circonvicine (Bintan, Bangka-Belitung).
L'habitat di questi uccelli è rappresentato dalla foresta pluviale sempreverde di pianura (foresta monsonica, foresta a dipterocarpacee, foresta torbiera), oltre che dalle aree paludose fluviali, dalla foresta ripariale e dalla foresta alluvionale, fino a 800 m di quota.

## Tassonomia
Se ne riconoscono due sottospecie:

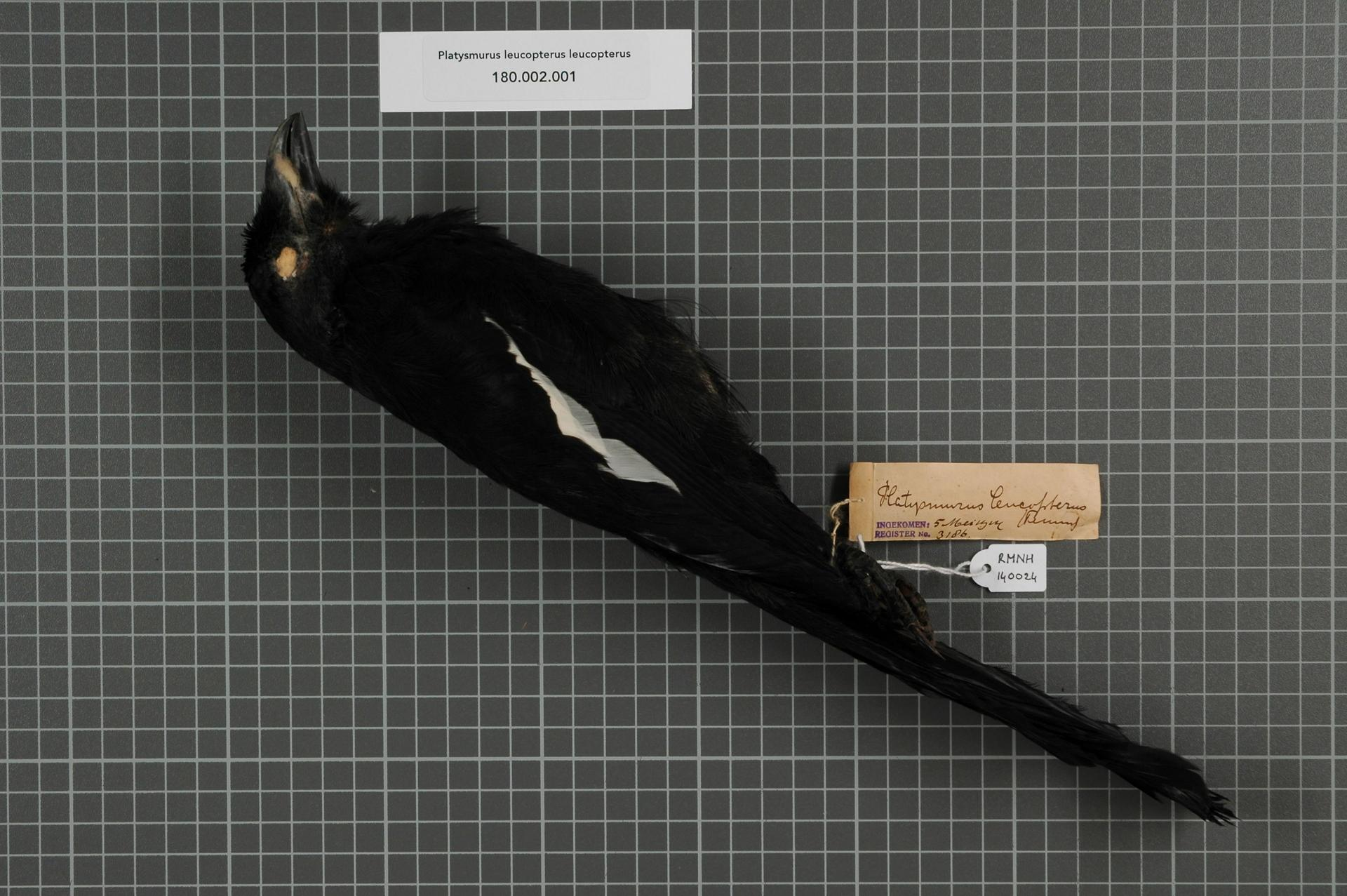
Esemplare impagliato della sottospecie nominale.

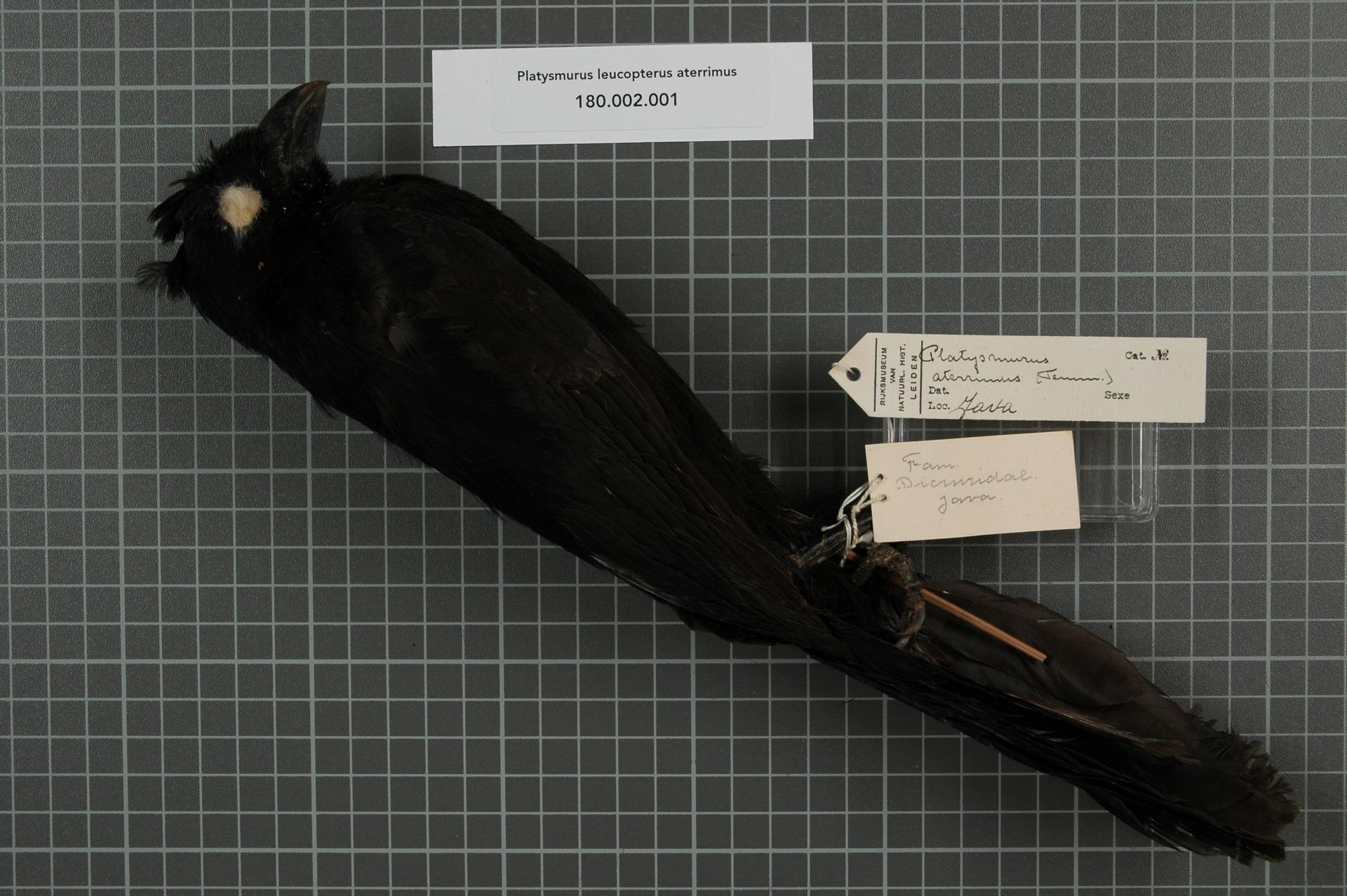
Esemplare impagliato della sottospecie aterrimus.

- Platysmurus leucopterus leucopterus (Temminck, 1824) - la sottospecie nominale, diffusa nella maggior parte dell'areale occupato dalla specie;
- Platysmurus leucopterus aterrimus (Temminck, 1829) - endemica del Borneo.

Alcuni autori sarebbero propensi all'elevazione della sottospecie aterrimus al rango di specie a sé stante col nome di P. aterrimus, in virtù di differenze morfologiche (taglia media maggiore, lunghezza della coda minore in rapporto alle dimensioni corporee, mancanza di bianco alare, penne del vertice più lunghe) e di vocalizzazioni.